# An-Naseriya
an-Nassariya, en arabe : عمورية, est un village du gouvernorat de Naplouse en Palestine, situé à 14 km à l'est de Naplouse, au centre de la Cisjordanie.
Selon le recensement du bureau central palestinien des statistiques, la localité compte une population de 1 889 habitants en 2017.